# Vernon Davis
Vernon Leonard Davis (Washington, 31 gennaio 1984) è un giocatore di football americano statunitense che ha militato nel ruolo di tight end nella National Football League (NFL). Fu scelto nel corso del primo giro (6º assoluto) del Draft NFL 2006 dai San Francisco 49ers. Al college ha giocato a football all'Università del Maryland.

## Carriera professionistica

### San Francisco 49ers

#### Stagione 2006
La prima ricezione di Vernon nella NFL fu un touchdown da 31 yard contro gli Arizona Cardinals il 10 settembre 2006. Il 10 dicembre, Davis segnò il touchdown più lungo della carriera su una ricezione da 52 contro i Green Bay Packers. Davis giocò dieci gare nella stagione 2006 a causa di un infortunio patito il 24 settembre 2006 contro i Philadelphia Eagles in cui si ruppe il perone. Ritornò in campo il 19 novembre contro i Seattle Seahawks. La sua stagione terminò con 265 yard su 20 ricezioni, a una media di 13,2 yard per ricezione. Inoltre segnò 3 touchdown su ricezione.

#### Stagione 2007
Nella settimana 3, mentre stava tentando di ricevere un passaggio dal quarterback Alex Smith contro i Pittsburgh Steelers, Davis si infortunò a un ginocchio e saltò le successive due gare. Malgrado l'infortunio e le difficoltà offensive dei 49ers, Davis migliorò nella maggior parte delle statistiche rispetto alla sua stagione da rookie. Anche se la sua media di yard per ricezione diminuì, egli terminò l'annata con 52 ricezioni per 509 yard e 4 touchdown.

#### Stagione 2008
Nel mese di ottobre, dopo una ricezione da 7 yard nel terzo periodo, Davis colpì con uno schiaffo la safety dei Seahawks Brian Russell nella maschera del casco, risultando in una penalità di 15 yard. L'allenatore Mike Singletary lo tolse dal campo di giocò e lo spedì negli spogliatoi per il resto della partita. Dopo la partita, Mike Singletary esclamò "Voglio dei vincenti!". La lavata di capò fece cambiare l'atteggiamento di Vernon Davis verso il resto della squadra. La gara successiva, Vernon Davis saltò sopra un difensore dei Cardinals ricevette un passaggio da Shaun Hill, segnando il suo primo touchdown della stagione. Davis nella stagione 2008 giocò come titolare in tutte le 16 partite e terminò con 31 ricezioni per 358 yard e 2 touchdown.

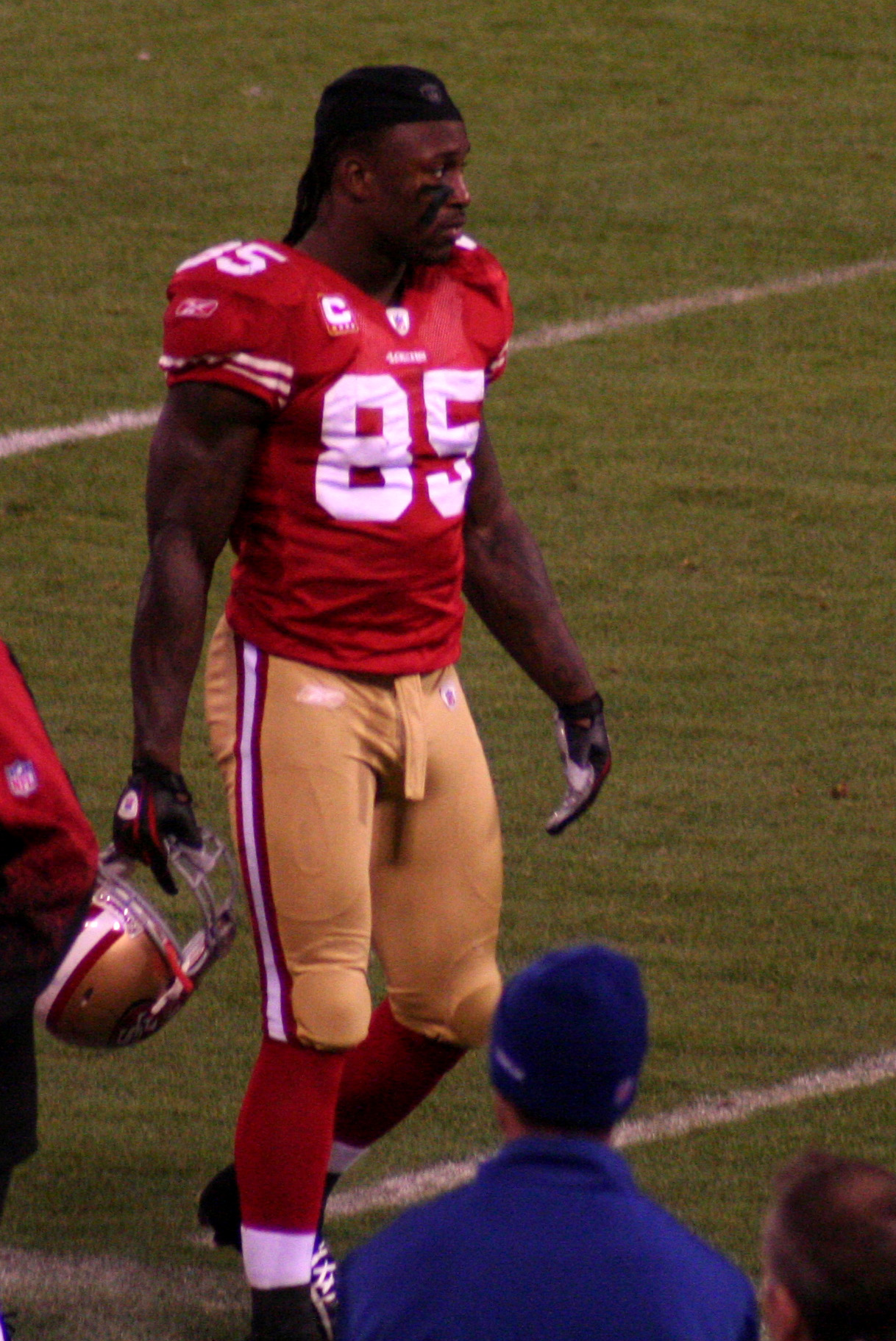
Davis nel 2009.

#### Stagione 2009

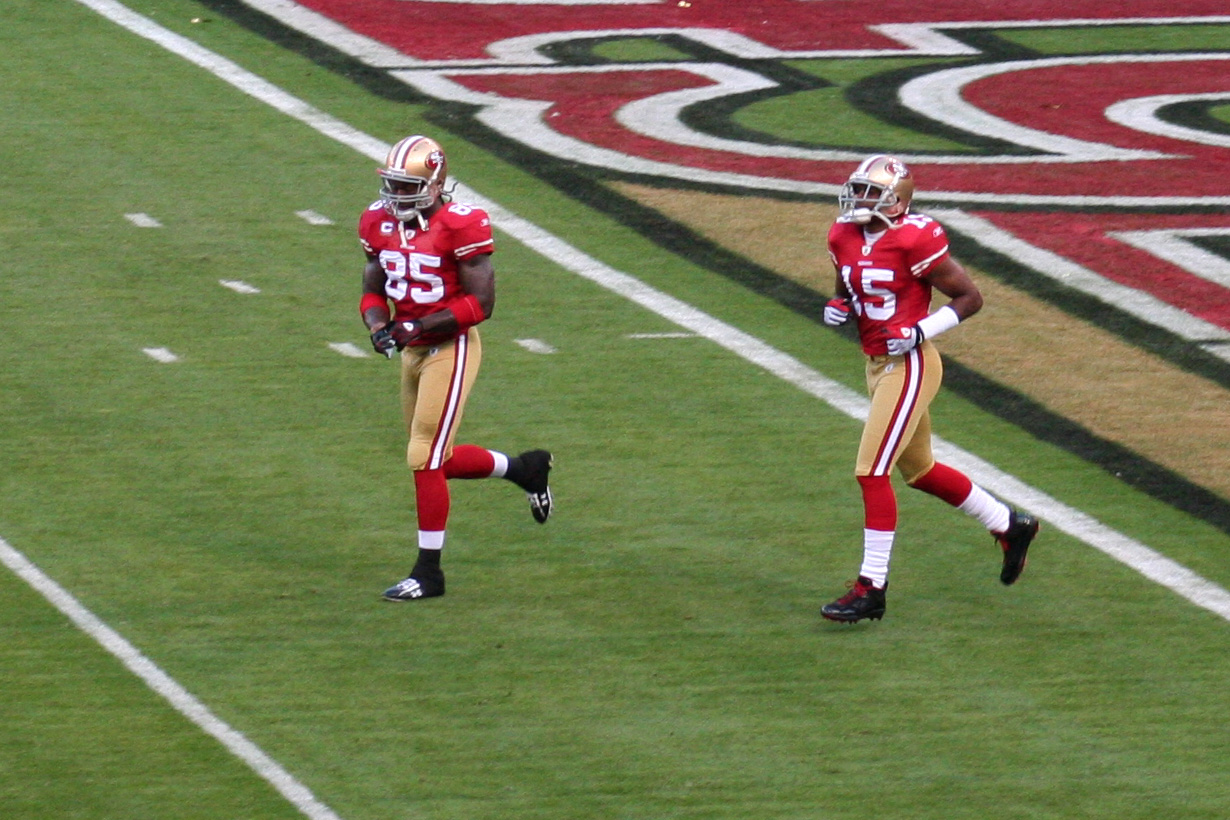
Davis (sinistra) e Michael Crabtree nel 2009.

Dopo le prime 11 gare della stagione, Davis guidava la NFL con 9 touchdown su ricezione, alla pari coi wide receiver Larry Fitzgerald e Randy Moss. Nell'ultima gara stagione, egli pareggiò il record per il maggior numero di touchdown su ricezione segnati in una stagione da un tight end  (13) raggiungendo Antonio Gates nella stagione 2004; tale record resistette fino al 2011, quando fu superato da Rob Gronkowski. Grazie alla grande annata disputata, Vernon fu convocato per il suo primo Pro Bowl.

#### Stagione 2010
Prima dell'inizio della stagione, Davis fu premiato con un'estensione contrattuale da 37 milioni di dollari, 23 milioni dei quali garantiti. L'accordo rese il giocatore il più pagato tight end della lega. Contro gli Oakland Raiders nella settimana 6, egli giocò la terza partita consecutiva con almeno un touchdown su ricezione. Davis terminò l'annata con 56 ricezioni per 914 yard, a una media di 16,3 yard per ricezione.

#### Stagione 2011
Davis ricevette 67 palloni per 792 yard e 6 touchdown nella stagione, contribuendo alla vittoria dei 49ers nella NFC West e alla loro prima qualificazione ai playoff dal 2002. Nel divisional round contro i New Orleans Saints, Davis ricevette 7 palloni per 180 yard, battendo il precedente record di Kellen Winslow (166 yard) per il maggior numero di yard ricevute da un tight end in una gara di playoiff. In quella stessa partita segnò due touchdown e, nel drive decisivo, ricevette un fondamentale pallone da 47 yard portando i 49ers in posizione utile per pareggiare la partita. Con 9 secondi rimanenti, Davis ricevette il passaggio da touchdown della vittoria da Alex Smith, azione divenuta famosa coi nomi di "The Grab" o "The Catch III." Davis ricevette tre passaggi per 112 yard a altri due touchdown contro i New York Giants nella finale della NFC, persa dai 49ers 20–17 ai supplementari. A fine stagione, Davis fu votato al 43º posto nella NFL Top 100, l'annuale classifica dei migliori cento giocatori della stagione.

#### Stagione 2012

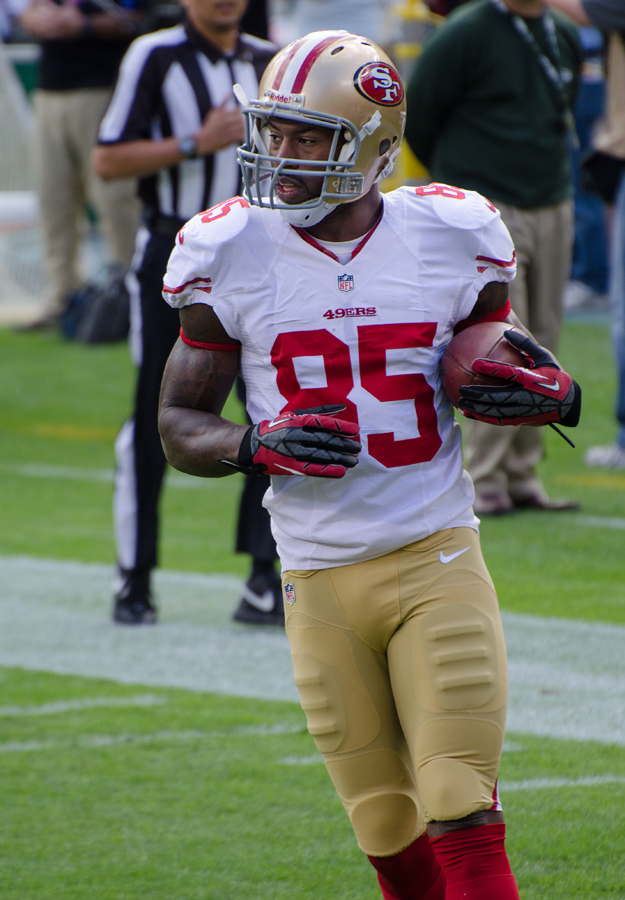
Davis contro i Packers nel 2012.

Il 9 settembre, nella prima gara della stagione 2012, i 49ers vinsero in casa dei Green Bay Packers, con Davis che ricevette 3 passaggi per 43 yard e segnò un touchdown. I 49ers vinsero anche nel turno successivo contro i Detroit Lions. Davis giocò un'ottima partita guidando i Niners con 73 yard ricevute e segnando 2 touchdown. Nella settimana 3 i 49ers persero a sorpresa la prima gara della stagione contro i Minnesota Vikings: Davis ricevette 53 yard e segnò l'unico touchdown della squadra. Nella settimana 5 i 49ers salirono a un record di 4-1 in una partita senza storia contro i Buffalo Bills vinta per 45-3 con Davis che contribuì ricevendo 5 passaggi per 106 yard.

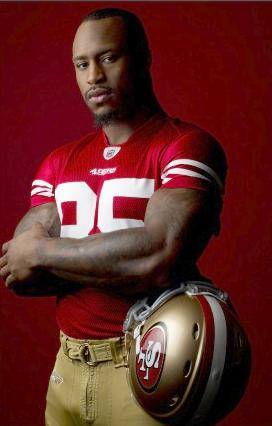
Davis nel 2012

Nel Monday Night della settimana 11, i Niners ottennero un'importante vittoria contro i quotati Chicago Bears con il giocatore che segnò un touchdown su passaggio del quarterback di riserva Colin Kaepernick. Nella settimana 16, Davis subì un violentissimo colpo da Kam Chancellor dei Seattle Seahawks che gli procurò una commozione cerebrale. Dopo 7 partite con sole 7 ricezioni, nella finale della NFC in trasferta contro i numeri 1 del tabellone, gli Atlanta Falcons, Davis contribuì alla rimonta da 0-17 a 28-24 ricevendo 106 yard e segnando un touchdown, coi Niners che si qualificarono per il loro primo Super Bowl dal 1994.
Nel Super Bowl XLVII Davis ricevette 6 passaggi per 104 yard ma i 49ers furono sconfitti 34-31 dai Baltimore Ravens. A fine anno fu posizionato al numero 38 nella classifica dei migliori cento giocatori della stagione.

#### Stagione 2013
Nella prima gara della stagione vinta contro i Packers, Davis ricevette 98 yard e segnò due touchdown. Dopo una brutta sconfitta contro i Seahawks nella settimana 2 e aver saltato per infortunio la gara della settimana 3, Davis tornò a segnare un touchdown nella settimana 4 contro i Rams e un altro la settimana seguente contro gli Houston Texans. Nella settimana 6 Davis ricevette un nuovo primato in carriera di 180 yard e segnò due touchdown nella vittoria sui Cardinals. Due settimane dopo i Niners si sbarazzarono senza difficoltà dei Jacksonville Jaguars nella gara disputata allo Wembley Stadium di Londra in cui ricevette 52 yard e un touchdown. Davis tornò a segnare nella settimana 11 ma San Francisco fu sconfitta in casa dei Saints e andò a segno anche il lunedì successivo nella agevole vittoria sui Redskins. Segnò un touchdown anche nelle tre settimane successive: nelle vittoria casalinghe sui Rams e sui Seahawks e in trasferta contro i Buccaneers. Nell'ultimo turno del 2013, i Niners batterono nel finale i Cardinals con 45 yard e un touchdown di Davis, concludendo al secondo posto della division dietro Seattle, con un record di 12-4. La sua stagione regolare si concluse con 850 yard ricevute e al terzo posto nella lega con 13 touchdown su ricezione, venendo convocato per il secondo Pro Bowl in carriera e inserito nel Second-team All-Pro. Fu inoltre votato al 51º posto nella NFL Top 100 dai suoi colleghi.
Nel primo turno di playoff, i 49ers eliminarono i Packers al Lambeau Field grazie a un field goal negli ultimi secondi, in una gara in cui Davis segnò l'unico touchdown su ricezione della sua squadra. Nel turno successivo, con un altro touchdown nella vittoria in trasferta sui Panthers, Davis pareggiò il record NFL per un tight end detenuto da Dave Casper col suo settimo in carriera nei playoff. I Niners furono eliminati nella finale della NFC dai Seahawks futuri vincitori del Super Bowl XLVIII.

#### Stagione 2014
Davis aprì la stagione 2014 segnando due touchdown nella vittoria in trasferta sui Cowboys.

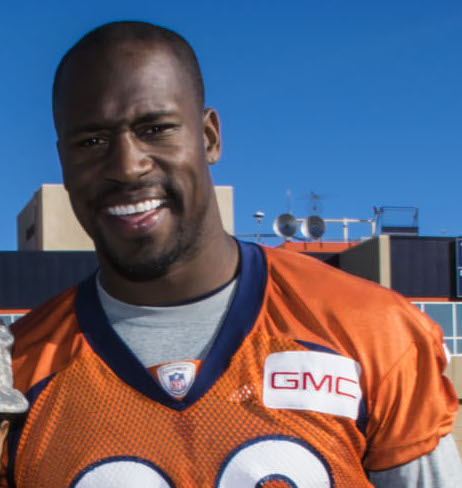
Davis coi Broncos nel 2015

### Denver Broncos
Il 2 novembre 2015, Davis fu scambiato coi Denver Broncos per una scelta del sesto giro del Draft 2017. Quell'anno giunse a disputare il suo secondo Super Bowl, partendo come titolare nella vittoria per 24-10 sui Panthers che lo laureò campione NFL, pur non facendo registrare alcuna ricezione nelle tre gare di playoff disputate.

### Washington Redskins
Il 31 marzo 2016, Davis firmò un contratto di un anno con i Washington Redskins. Si ritirò dopo la stagione 2019.

## Palmarès

### Franchigia
- Super Bowl : 1

Denver Broncos: 50
- National Football Conference Championship: 1

San Francisco 49ers: 2012
- American Football Conference Championship: 1

Denver Broncos: 2015

### Individuale
- Convocazioni al Pro Bowl: 2

2008, 2013
- Second-team All-Pro: 1

2013
- Leader della NFL in touchdown su ricezione: 1

2009

## Statistiche
| Stagione regolare | Stagione regolare   | Ricezioni | Ricezioni | Ricezioni | Ricezioni | Ricezioni | Ricezioni |
| Anno              | Squadra             | P         | Ric       | Yard      | Media     | Max       | TD        |
| 2006              | San Francisco 49ers | 10        | 20        | 265       | 13.3      | 52T       | 3         |
| 2007              | San Francisco 49ers | 14        | 52        | 509       | 9.8       | 31        | 4         |
| 2008              | San Francisco 49ers | 16        | 31        | 358       | 11.5      | 57        | 2         |
| 2009              | San Francisco 49ers | 16        | 78        | 965       | 12.4      | 73T       | 13        |
| 2010              | San Francisco 49ers | 16        | 56        | 914       | 16.3      | 66T       | 7         |
| 2011              | San Francisco 49ers | 16        | 67        | 792       | 11.8      | 44        | 6         |
| 2012              | San Francisco 49ers | 16        | 41        | 548       | 13.4      | 53        | 5         |
| 2013              | San Francisco 49ers | 15        | 52        | 850       | 16.3      | 64T       | 13        |
| 2014              | San Francisco 49ers | 14        | 26        | 245       | 9.4       | 29T       | 2         |
| 2015              | San Francisco 49ers | 6         | 18        | 194       | 10.8      | 43        | 0         |
| 2015              | Denver Broncos      | 9         | 20        | 201       | 10.1      | 23        | 0         |
| Carriera          |                     | 139       | 441       | 5,640     | 12.9      | 73        | 55        |
| Playoff           | Squadra             | P         | Ric       | Yard      | Media     | Max       | TD        |
| 2011              | San Francisco 49ers | 2         | 10        | 292       | 29.2      | 73        | 4         |
| 2012              | San Francisco 49ers | 3         | 12        | 254       | 21.2      | 44        | 1         |
| 2013              | San Francisco 49ers | 3         | 5         | 54        | 10.8      | 28        | 2         |
| 2015              | Denver Broncos      | 3         | 0         | 0         | 0.0       | 0         | 0         |